# St.-Marien-Kirche (Nesse)

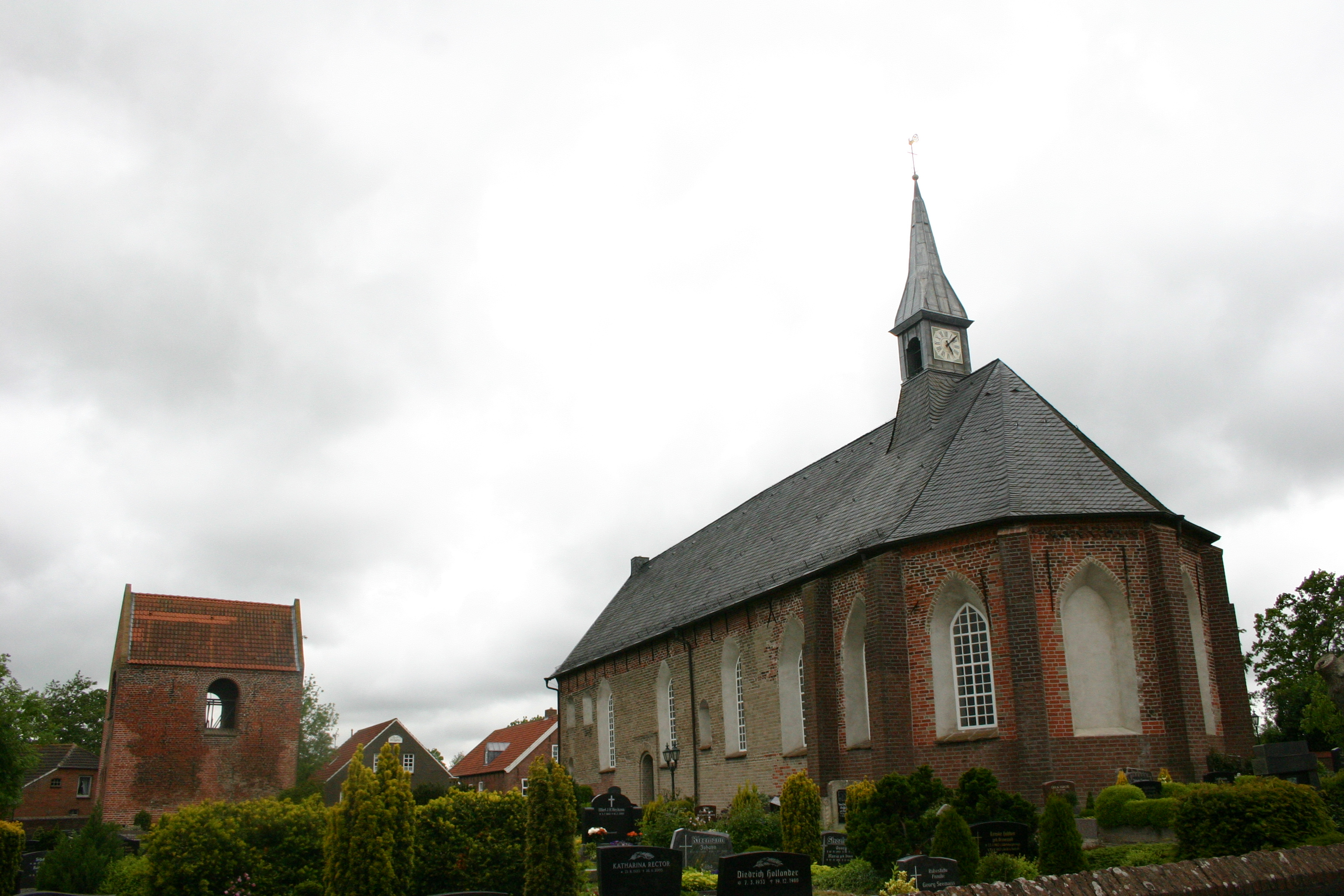
Lutherische Kirche

Die evangelisch-lutherische St.-Marien-Kirche steht im ostfriesischen Ort Nesse in der Gemeinde Dornum. Eine Besonderheit der Kirche ist der Taufstein aus Sandstein, der aus dem 13. Jahrhundert stammt.

## Geschichte
Die St.-Marien-Kirche wurde gegen Ende des 12. Jahrhunderts in der frühmittelalterlichen Handelssiedlung Nesse auf einer Langwarft errichtet. Als Baumaterial nutzten die Dorfbewohner Tuff, ein Vulkangestein, das ab der Mitte des 12. Jahrhunderts von der Eifel über den Seeweg nach Ostfriesland importiert und von rheinischen Bauhütten verarbeitet wurde. Dieser ist sehr weich und bei den Witterungsbedingungen in Ostfriesland ohne lange Lebensdauer, sodass alle Tuffsteinkirchen der Region im Laufe der Jahrhunderte eingreifend umgebaut oder durch Backsteinbauten ersetzt wurden. Auch in Nesse ist das ursprüngliche Baumaterial heute nur in Resten erhalten. Ganz aus Tuff besteht nur noch die Westwand. An der Südseite wurden zahlreiche Reparaturen mit Backstein ausgeführt. Als die Pfarrgemeinde Nesse selbständig geworden war, wurde die Kirche wahrscheinlich am Ende des 15. Jahrhunderts erhöht. Für diese Maßnahme wurde Backstein als Baumaterial genutzt. Zudem wurde 1493 ein Chor im Stil der Gotik an das Bauwerk angefügt.

## Baubeschreibung
Die St.-Marien-Kirche ist ein Bauwerk im Stil der Romanik. Die Einraumkirche hat eine Länge von 35 Metern sowie eine Breite von 9,35 Metern. Zu Zeiten ihrer Errichtung war die Kirche ein einfacher Apsissaal. In den Außenmauern befanden sich auf jeder Seite fünf schmale rundbogige Fenster. Sie sind in der Nordwand noch zu erkennen, obwohl sie im Laufe der Jahrhunderte vermauert wurden. Die Südfenster wurden zur Zeit des Choranbaus erweitert, um mehr Licht in das Innere des Bauwerks zu lassen. Der abschließende Bogenfries ist nur noch in Resten erhalten.
Der polygonal geschlossene Chor aus Backsteinen ist in zwei rechteckige Joche gegliedert. Er bildet ein Achteck, das an vier Seiten geschlossen ist. Eine Ecke dieses Polygons ist in der Längsachse der Kirche angeordnet. Die Ecken und Jochgrenzen sind mit Strebepfeilern versehen. Im Choranbau blieben die ursprünglich vorhandenen Gewölbe erhalten, während das Kirchenschiff nach oben mit einer flachen Decke abgeschlossen ist.
Zum Ensemble der Kirche gehören noch der freistehende Glockenturm und das westlich stehende zweigeschossige Pfarrhaus (das so genannte Steinhaus) mit gemauertem Giebel aus der ersten Hälfte des 16. Jahrhunderts.

## Ausstattung

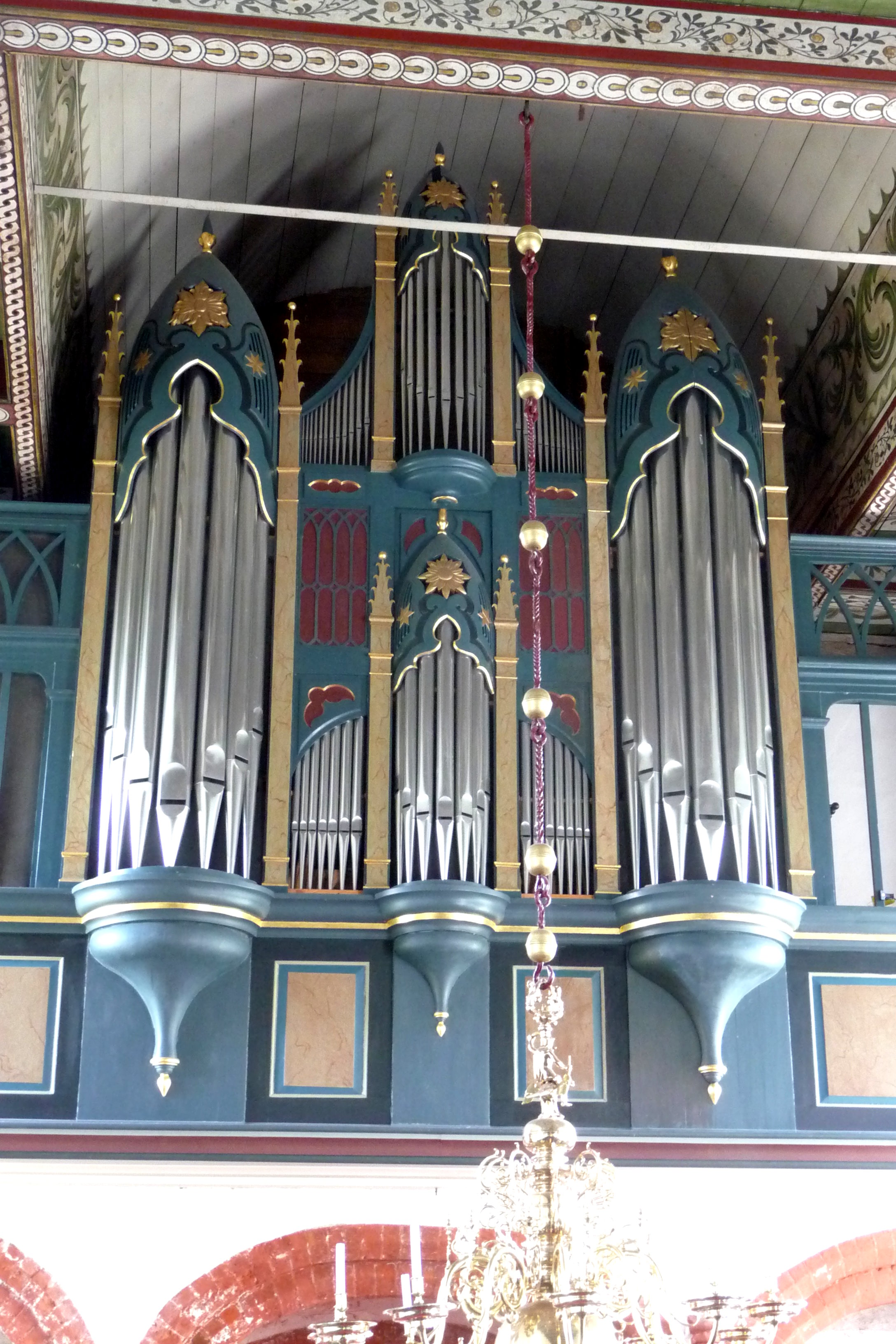
Hillebrand-Orgel hinter historischem Prospekt

Von der Ausstattung vor der Reformation blieb ein steinerner Lettner erhalten, der im 15. Jahrhundert in die Kirche eingebaut wurde. Die dreibogige Schranke ruht auf kreuzförmigen Backsteinpfeilern mit abgefasten Ecken. Unter dem südlichen Lettnerbogen ist ein besonderes Hagioskop erhalten. Ebenfalls vorreformatorischen Ursprungs ist die Taufe aus Sandstein erhalten. Sie wird dem westfälischen Zylindertyp zugeordnet und ist an den Außenseiten mit acht Rundbogenarkaden verziert, in denen unter anderem Verkündung, Geburt und Taufe Christi dargestellt sind. Der obere Rand ist mit einem Rankenfries versehen. Das Original befindet sich heute aus konservatorischen Gründen klimatisiert im Ostfriesischen Landesmuseum in Emden. Für die Kirche in Nesse wurde eine Kopie angefertigt.
Der Lettner ist mit Gemälden von Christus und den zwölf Aposteln sowie Abbildungen von Stifterpersönlichkeiten verziert. Die drei Kronleuchter wurden im 17. Jahrhundert von Gemeindemitgliedern gestiftet.
Der Torbogen der Kirche stammt aus dem Jahre 1759. Hinter dem Orgelprospekt im neugotischen Stil von Otto Carl Wilhelm Lorentz, erbaut 1861/62, verbarg sich ab 1921 eine Orgel von P. Furtwängler & Hammer, die in den Jahren 1986 bis 1988 durch einen Neubau der Gebr. Hillebrand ersetzt wurde. Das Instrument verfügt über neun Register auf einem Manual und Pedal.